# HD114128
HD114128 — хімічно пекулярна зоря спектрального класу
B9 й має видиму зоряну величину в смузі V приблизно  8,5.

## Пекулярний хімічний склад
Зоряна атмосфера HD114128 має підвищений вміст 
Si
.